# Abdul-Kasim-Medresse

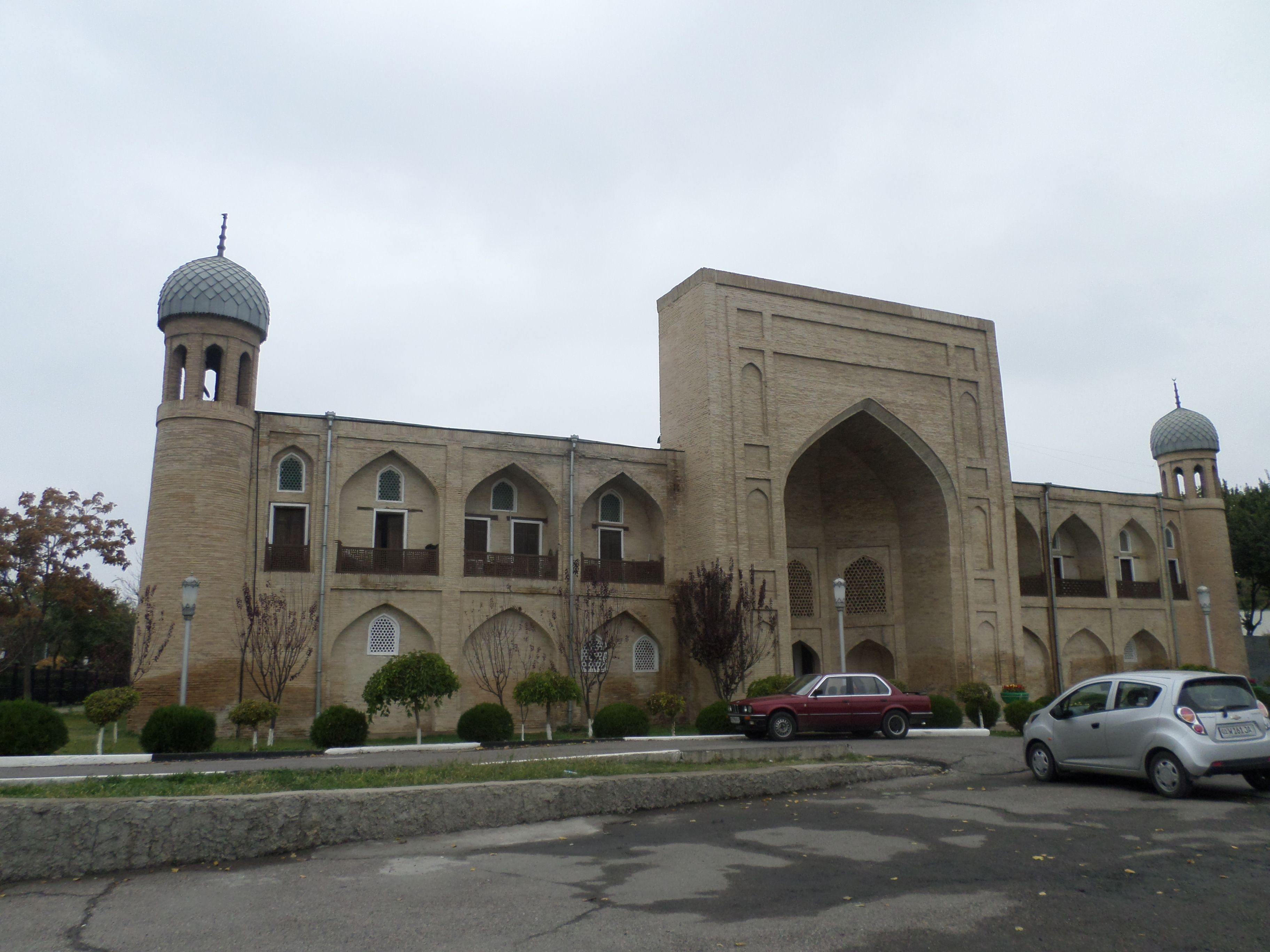
Abdul Kasim Medresse, Taschkent

Die Medresse Abdul Kasim in Taschkent wurde im 16. Jahrhundert gebaut. Zuerst ist es ein Komplex gewesen, der aus Moschee, Badeanstalt und Medresse bestand. Diese Medresse befindet sich in einer parkähnlichen Anlage unweit der Bunyodkor Avenue und der Furkat Street. Sehr lange Zeit befand sich die Medresse abgelegen, jetzt aber hat sie einen großen Nachbarn – das Parlamentsgebäude.
Der Ort, wo sich der Komplex befand, hieß Jangi Machalla, und war eines der gesellschaftlichen Zentren. Anfangs war die Medresse Abdul Kasim ein einstöckiges Gebäude. 1864 wurde es restauriert und der zweite Stock gebaut. In der Medresse haben Kunsthandwerker ihre Werkstätten und verkaufen ihre Erzeugnisse, wie Miniaturmalereien, Lackdosen und Holzschnitzarbeiten.
Koordinaten: 41° 18′ 24,2″ N, 69° 14′ 23,6″ O